# كوغان (تشارك)
کوغان (بالفارسية: کوغان) هي قرية تقع في إيران في بلدة شيبكوه. يقدر عدد سكانها بـ 224 نسمة .